# ブルボン改革
ブルボン改革（ブルボンかいかく、スペイン語: Reformismo borbónico）は、18世紀のブルボン家統治下のスペイン王室による、スペイン自体と、後にそのアメリカ植民地の政治的経済的支配の強化を意図した一連の改革のこと。
改革の主目標は、ハプスブルク家の王がカトリック教会と商人のギルドなどの組織に委任していた権限を、王室の権力として取り戻すことであった。このため、改革はしばしばスペイン王権以外の権力を守っていた中間団体を排除した。

## 18世紀のスペイン王国の衰退
1700年のブルボン家へのスペイン王室の賠償と、1713年のスペイン継承戦争の後に、スペインはユトレヒト条約、ラシュタット条約でヨーロッパの所領を明け渡し、アメリカ大陸でのイギリスとの貿易を許可しなければならなくなった。フェリペ5世は、スペインの権力の衰退に対抗することを意図した改革を実行し、軍隊の数を増加させ、競争から地域経済を保護した。しかし、彼らは貴金属の単なる供給源としか見なしていなかったイスパノアメリカの植民地を考慮に入れなかった。
これらの改革の失敗は、スペインがカルロス3世の下で、イギリスとの七年戦争（1756年 - 1763年）に敗れた時に明白になった。王の助言者は、植民地からのより正確な報告を確立させて、植民地のことを完全に考慮に入れて考える必要性を理解した。

## 行政の改革
非常に広大であった副王領は、辺境地域の監督が行き届かず、常に他の欧州列強国の標的にされていた。そのためペルー副王領は3つに分割され、1717年にヌエバ・グラナダ副王領、1776年にリオ・デ・ラ・プラタ副王領が新たに創設された。さらにチリ、カラカスに総督領を置き、長官領も設置された。また、税収の効率化のために、本国スペインから監察官(インテンデンテ)を派遣し、副王の下に置かずに、行政、財政、司法、警察の権限を持たせるインテンデンシア制も導入された。
アメリカ大陸生まれの官僚（クリオーリョ）制度は、王室の直接の任命によって（より適任と推定される）スペイン人の役人に取り替えられ、領土は管理の目的のためによりよく分割された。
教会の場合、改革の主要な効果のひとつは、イエズス会の修道士が伝道所から追放されたことであった。

## 独占貿易の廃止
スペインは重商主義政策のもと、植民地との貿易をカディス港のみで独占してきたが、この頃には国力の衰退と財政難で独占の維持が困難になっており、また実際には他の欧州諸国との密貿易も行われていた。カルロス3世はまず1765年以降に(カディスの)独占貿易を廃止していき、スペインで13、植民地で21の港を開放した。

## 改革の効果
スペイン本国においては、一連のブルボン改革によっても衰退を抑えることはできず、イギリスやアメリカ合衆国などの進出を前にして、貿易統制もままならない状態であった。1805年のトラファルガーの海戦でイギリスに大敗したことは、海上覇権を完全にイギリスに奪われたことを象徴していた。
スペインが衰退する一方で、インディアス植民地は飛躍的な発展を遂げた。1750年から1800年の間に人口は8%増加し、当時のヨーロッパの増加率の2倍にあたった。ヌエバ・エスパーニャでは人口が700万人に達し、労働集約型の鉱業や農業の増産を可能にし、余剰産品が交易において重要性を高めていくことになった。
植民地においては、貿易の半自由化と経済の発展により、特に商業に従事するクリオーリョが経済力をつけるようになる。一方では貿易の半自由化は、スペインを含む欧州列強とインディアス植民地に経済的な従属関係を強いることとなり、わけても宗主国だけを富ませるような関係は、クリオーリョたちに意識の変化をもたらした。
インテンデンシア制は行政上はそれなりの効果を得たが、要職は以前と変わらずペニンスラレスが独占し、さらにスペイン人による支配が強化されたことにクリオーリョたちの不満は増していった。